# بيدرو فيريرو
بيدرو فيريرو (بالإسبانية: Pedro Ferrero)‏ هو ربان ‏ أرجنتيني، ولد في 21 مارس 1939.

## وصلات خارجية
- بيدرو فيريرو على موقع أوليمبيديا (الإنجليزية)